# Koelreuteria bipinnata
Koelreuteria bipinnata – gatunek rośliny należący do rodziny mydleńcowatych. Małe drzewko lub duży krzew mający wysokość 5 metrów. Liście złożone, długości do 50 centymetrów, podwójnie pierzaste, Jesienią przebarwiają się na czerwono. Kwiaty różowe. Występuje w południowo-zachodnich Chinach.